# Rob Levin
Robert (Rob) Levin, bijnaam (freenodes) lilo (16 december 1955 - Houston, 16 september 2006) was een Amerikaanse softwareontwikkelaar en directeur van een organisatie actief op het verwerven van fondsen.
Levin richtte samen met Pauline Middelink op 12 september 1994 het IRC-netwerk Freenode op. Tevens leidde hij de non-profitorganisatie Peer-Directed Projects Center (PDPC) op die het IRC-netwerk van financiële middelen tracht te voorzien.
Op 12 september 2006 kreeg hij op de fiets in Houston een zwaar verkeersongeval aan de gevolgen waarvan hij een paar dagen later op 50-jarige leeftijd overleed.